# Logozohoué
Logozohoué è un arrondissement del Benin situato nella città di Savalou (dipartimento delle Colline) con 5.165 abitanti (dato 2006).